# Honden
Honden (jap. 本殿 główny pawilon) – najświętszy budynek w chramie shintō, przeznaczony wyłącznie dla czczonych w nim kami, symbolizowanych najczęściej przez lustro lub niekiedy przez statuę. Honden jest zamknięty dla wyznawców, a kapłani shintō wchodzą do niego wyłącznie dla odprawienia rytuałów. W najważniejszych chramach dostęp do hondenu ma wyłącznie cesarz. Rytuały otwarcia i zamknięcia drzwi (same w sobie) są istotną częścią życia chramu.

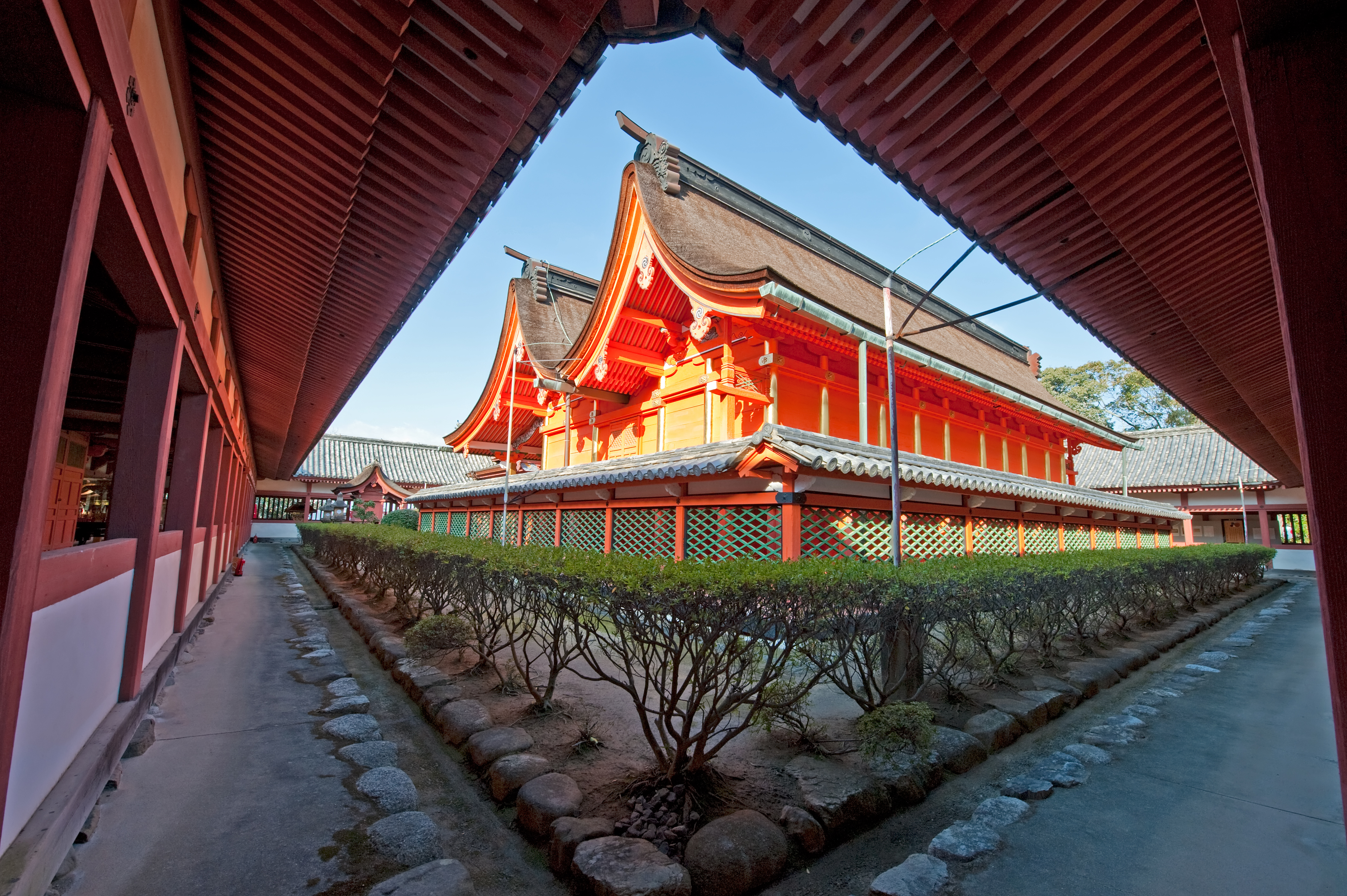
Chram Isaniwa, Matsuyama, pref. Ehime

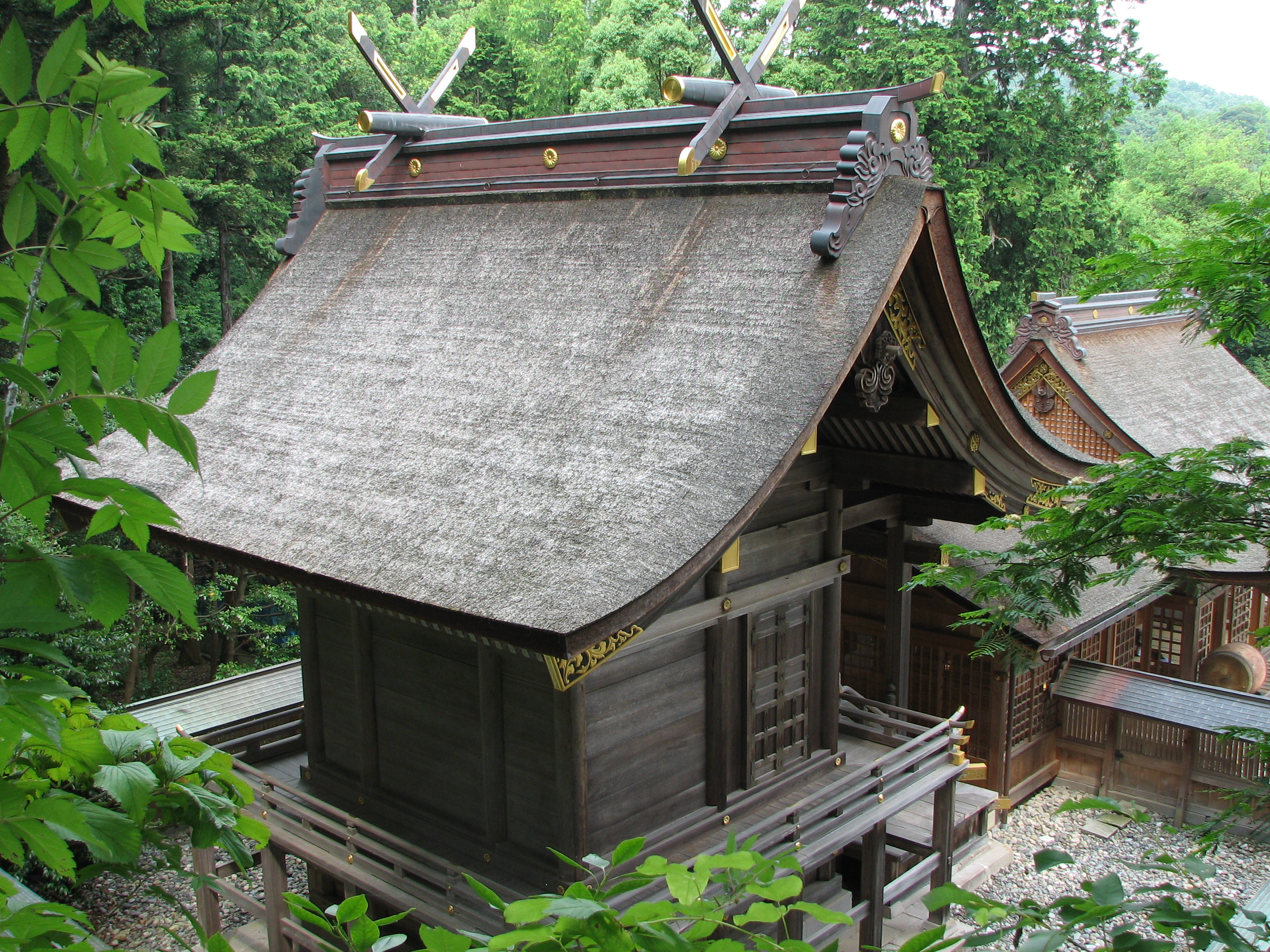
Honden w chramie Ube w Tottori

Honden znajduje się w sercu kompleksu, jest połączony z resztą chramu, lecz wyżej położony i chroniony ogrodzeniem przed publicznym dostępem. Z wyglądu przypomina najczęściej mały chram ze spadzistym dachem, ścianami i drzwiami otwieranymi wyłącznie podczas uroczystości religijnych. Wnętrze hondenu podzielone jest pomiędzy wewnętrzne sanktuarium (naijin 内陣), miejsce w którym faktycznie przebywa kami oraz zewnętrzne sanktuarium (gejin 外陣). W hondenie znajduje się go-shintai (御神体; obiekt kultu, czci uważany za zawierający ducha bóstwa). Go-shintai jest tymczasowym repozytorium dla czczonego w chramie kami.
Nie wszystkie chramy zawierają honden, np. gdy chram znajduje się na górze, której jest poświęcony, albo jeżeli w pobliżu znajdują się himorogi lub yorishiro zapewniające bardziej bezpośrednią więź z kami. Przykładowo, w chramie Ōmiwa w Nara nie ma świętych obiektów, albowiem w chramie czci się górę, na której został zbudowany. Z tego samego powodu znajduje się w nim pawilon modlitewny (haiden, 拝殿), ale nie ma hondenu.